# Mercedes-Benz CLA-Клас
Mercedes-Benz CLA-класу  — передньопривідний або повнопривідний седан німецької компанії Mercedes-Benz середнього класо-розміру.

## Перше покоління C117 (2013-2019)

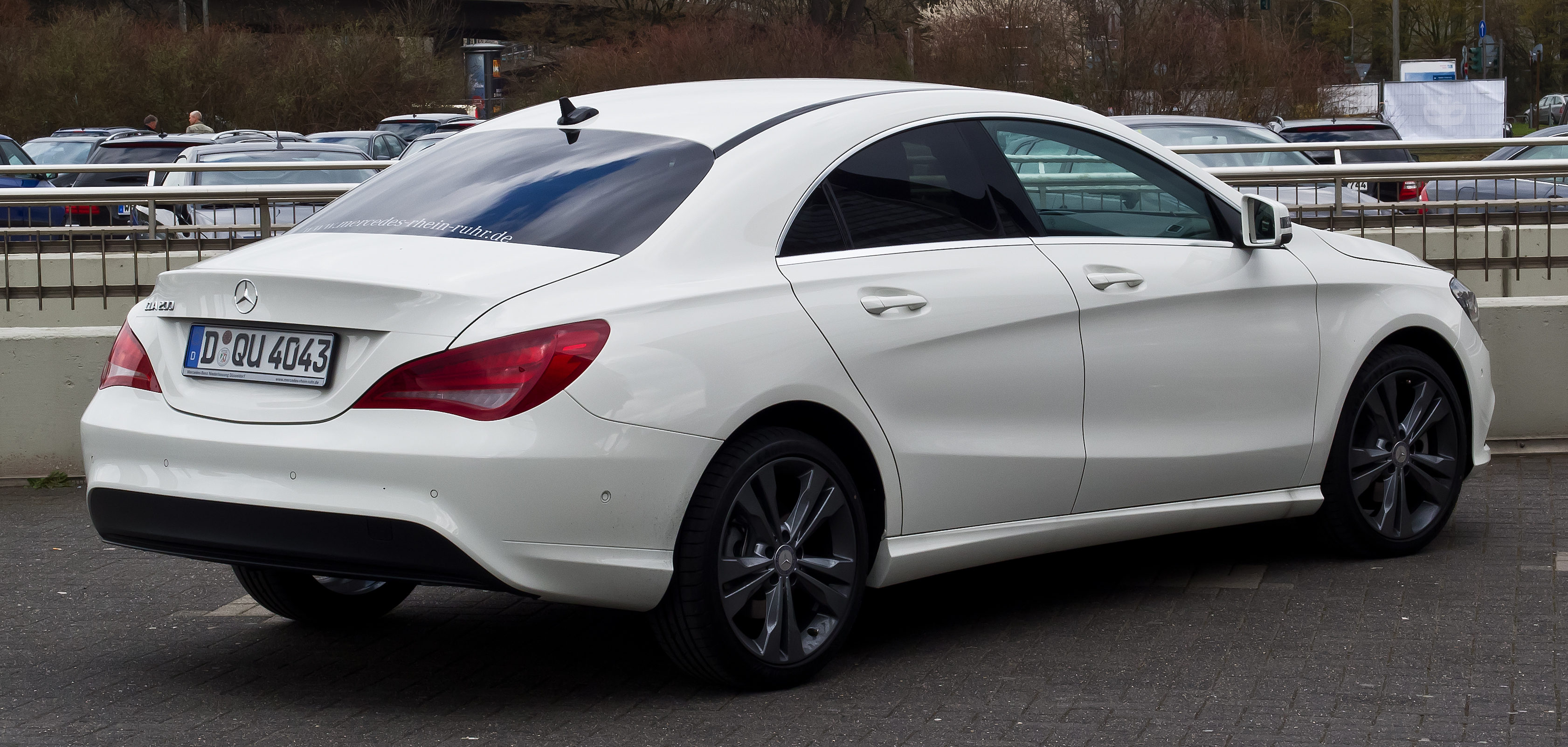
Mercedes-Benz CLA 200 Urban

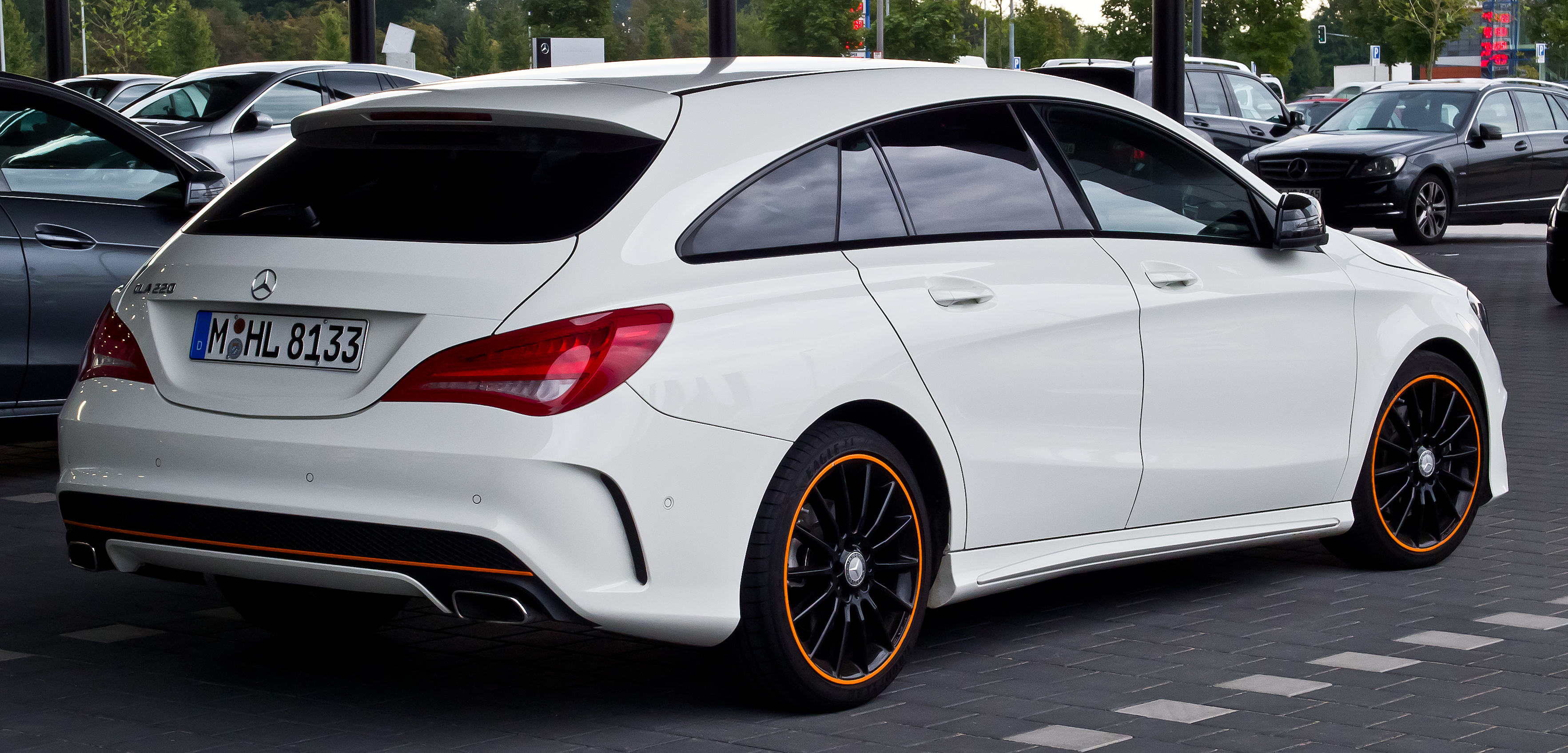
Mercedes-Benz CLA 200 Shooting Brake

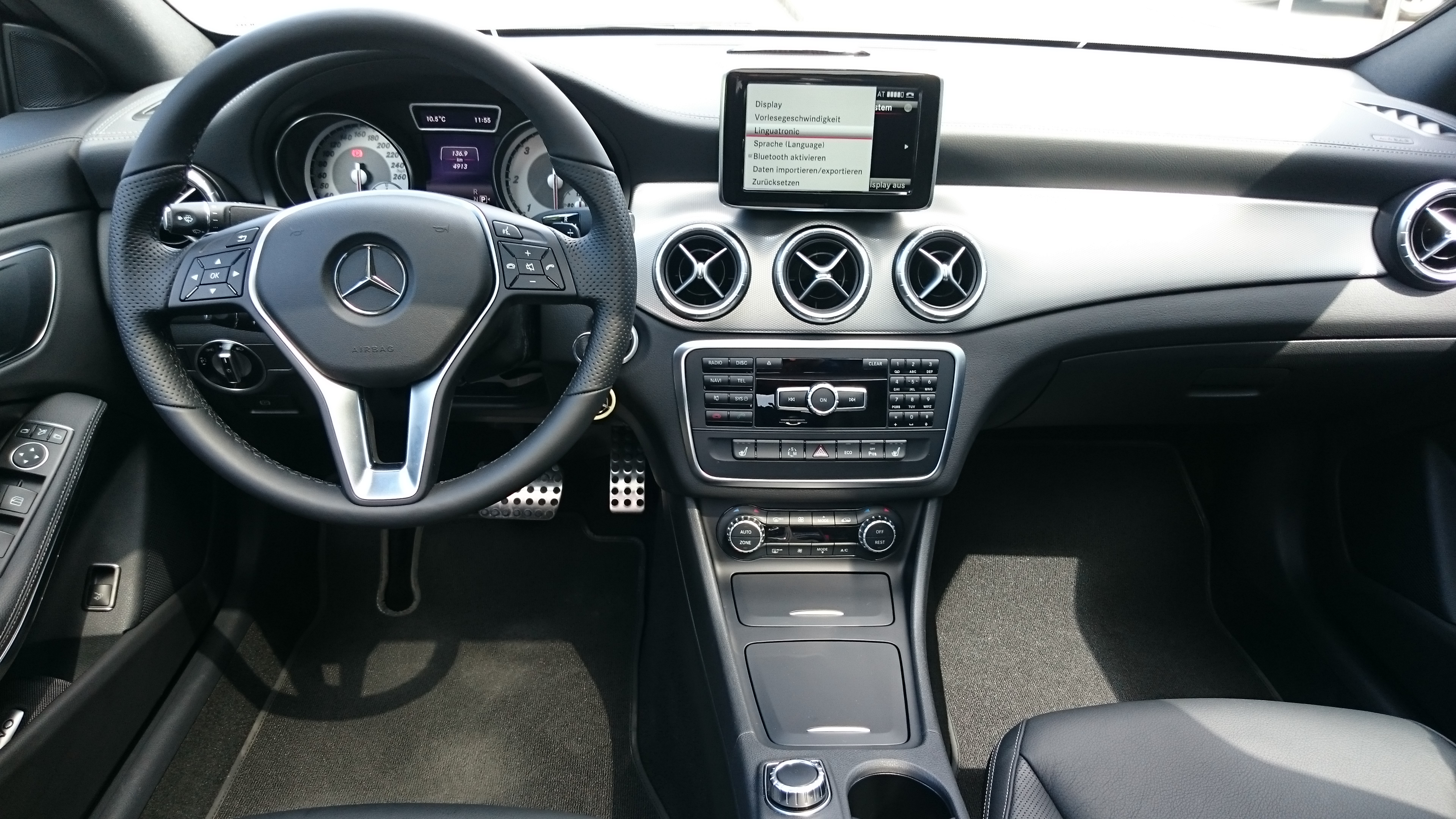
Салон Mercedes-Benz CLA 200

Mercedes-Benz CLA-класу побудований на передньопривідній платформі MFA, на якій спроектовані нові моделі A-класу і B-класу.
Автомобіль стоїть на сходинку нижче від задньопривідного седана C-класу. Зовнішність машини виконана в єдиній стилістиці з екстер'єром концептуальної моделі Mercedes-Benz Concept Style Coupe, прем'єра якої відбулася навесні 2012 року в рамках мотор-шоу в Пекіні. Офіційна презентація автомобіля відбудеться на Детройтському автосалоні на початку 2013 року. Модель вже почала проходити дорожні випробування. У 2014 році з'явилася версія Mercedes-Benz CLA Shooting Brake (X117) з кузовом універсал.
Первісна лінійка моделі повинна налічувати чотири варіанти: бензинові CLA 180 (122 к.с.), CLA 200 (156 к.с.) і CLA 250 (211 к.с.), а також седан з дизельним мотором CLA 220 CDI (170 к.с.).
CLA є одним з найбільш оптічних автомобілів світу, коефіцієнт аеродинамічного опору становить 0,23, а модифікації CLA 180 BlueEFFICIENCY становить 0,22.
Навіть найдешевші седани від Mercedes-Benz пропонують покупцям багате базове оснащення. Серед обладнання виділяють: двозонний клімат-контроль, сенсорні двірники, 12-позиційне водійські сидіння з настройками пам'яті. Інформаційно-розважальна система CLA-класу налаштовується за допомогою 7-дюймового дисплея і включає в себе: AM/FM/HD радіо з CD-плеєром, USB-порт, Bluetooth. Модель CLA250 може похвалитися чудовими системами безпеки, які включають в себе: систему антисон і систему запобігання зіткненням, яка використовує радар, щоб попередити водія про можливе зіткнення, і, в разі необхідності, задіє гальма. 

### Двигуни
| Паливо | Модель                         | Роки виробництва | Код двигуна         | Об'єм    | Потужність                             | Крутний момент             |
| ------ | ------------------------------ | ---------------- | ------------------- | -------- | -------------------------------------- | -------------------------- |
| Бензин | CLA 180 BlueEFFICIENCY Edition | з 01/2013        | M 270 DE 16 AL red. | 1595 см³ | 122 к.с. (90 кВт) при 5000 об/хв       | 200 Нм при 1250–4000 об/хв |
| Бензин | CLA 180                        | з 01/2013        | M 270 DE 16 AL red. | 1595 см³ | 122 к.с. (90 кВт) при 5000 об/хв       | 200 Нм при 1250–4000 об/хв |
| Бензин | CLA 200                        | з 01/2013        | M 270 DE 16 AL      | 1595 см³ | 156 к.с. (115 кВт) при 5300 об/хв      | 250 Нм при 1250–4000 об/хв |
| Бензин | CLA 250                        | з 01/2013        | M 270 DE 20 AL      | 1991 см³ | 211 к.с. (155 кВт) при 5500 об/хв      | 350 Нм при 1200–4000 об/хв |
| Бензин | CLA 45 AMG                     | з 09/2013        | M 133 DE 20 AL      | 1991 см³ | 360 к.с. (265 кВт) при 6000 об/хв      | 450 Нм при 2250–5000 об/хв |
| Дизель | CLA 200 CDI                    | з 09/2013        | OM 651 DE 18 LA     | 1796 см³ | 136 к.с. (100 кВт) при 3600–4400 об/хв | 300 Нм при 1600–3000 об/хв |
| Дизель | CLA 220 CDI                    | з 01/2013        | OM 651 DE 22 LA     | 2143 см³ | 170 к.с. (125 кВт) при 3000–4200 об/хв | 350 Нм при 1600–3000 об/хв |

### CLA 45 AMG
Офіційна презентація спортнивного повноприводного седана Mercedes-Benz CLA 45 AMG відбудеться восени 2013 року на мотор-шоу у Франкфурті. Під капотом новинки виявиться 2,0 літровий турбомотор потужністю 360 к.с. Двигун буде працювати в парі з семиступінчастою секвентальною коробкою передач. За попередніми даними, четирехдверці потрібно всього 4,6 секунд для розгону з 0 до 100 км/год.

## Друге покоління C118 (з 2019)

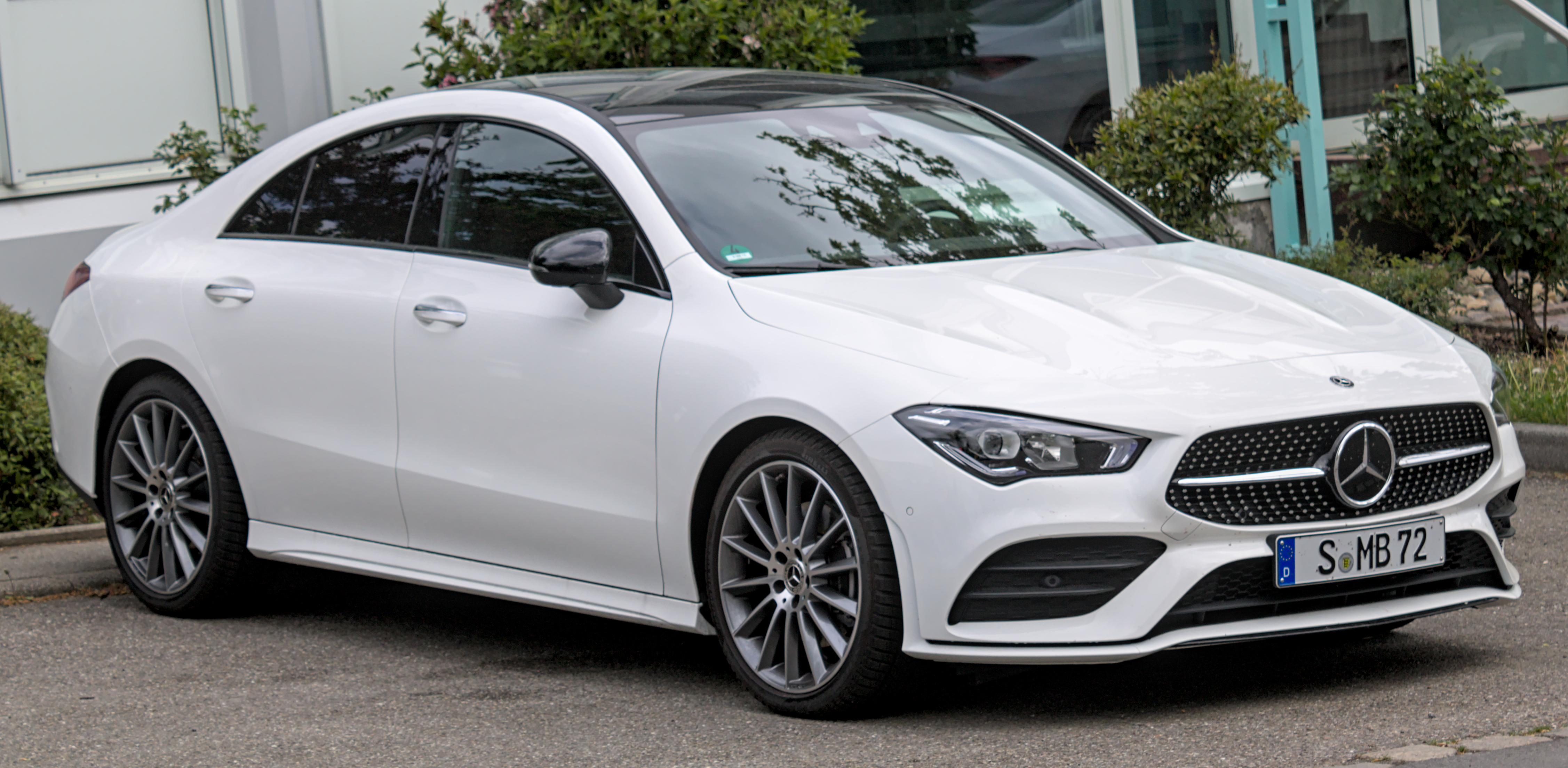
Mercedes-Benz CLA 220 (C118)

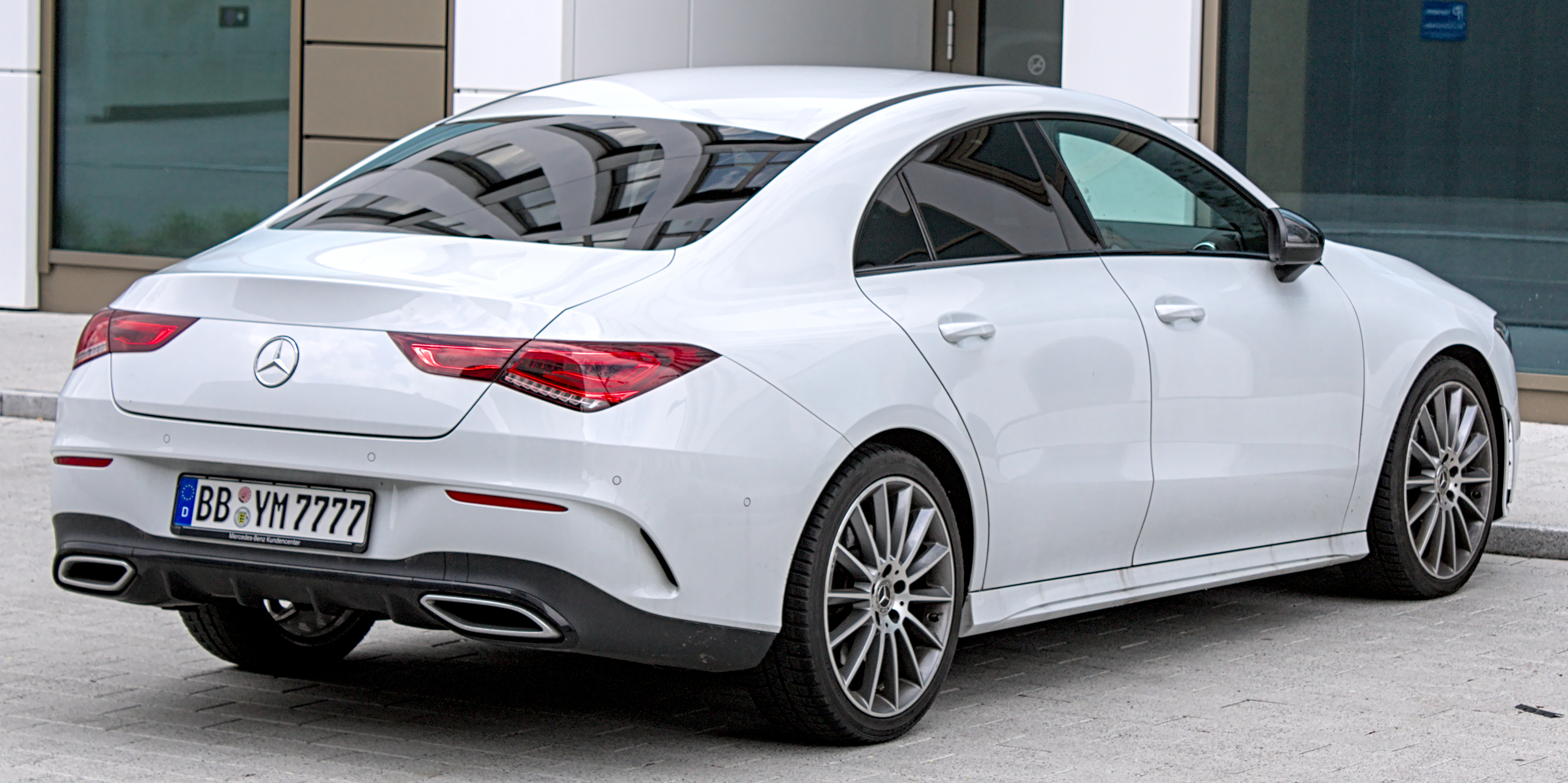
Mercedes-Benz CLA 220 (C118)

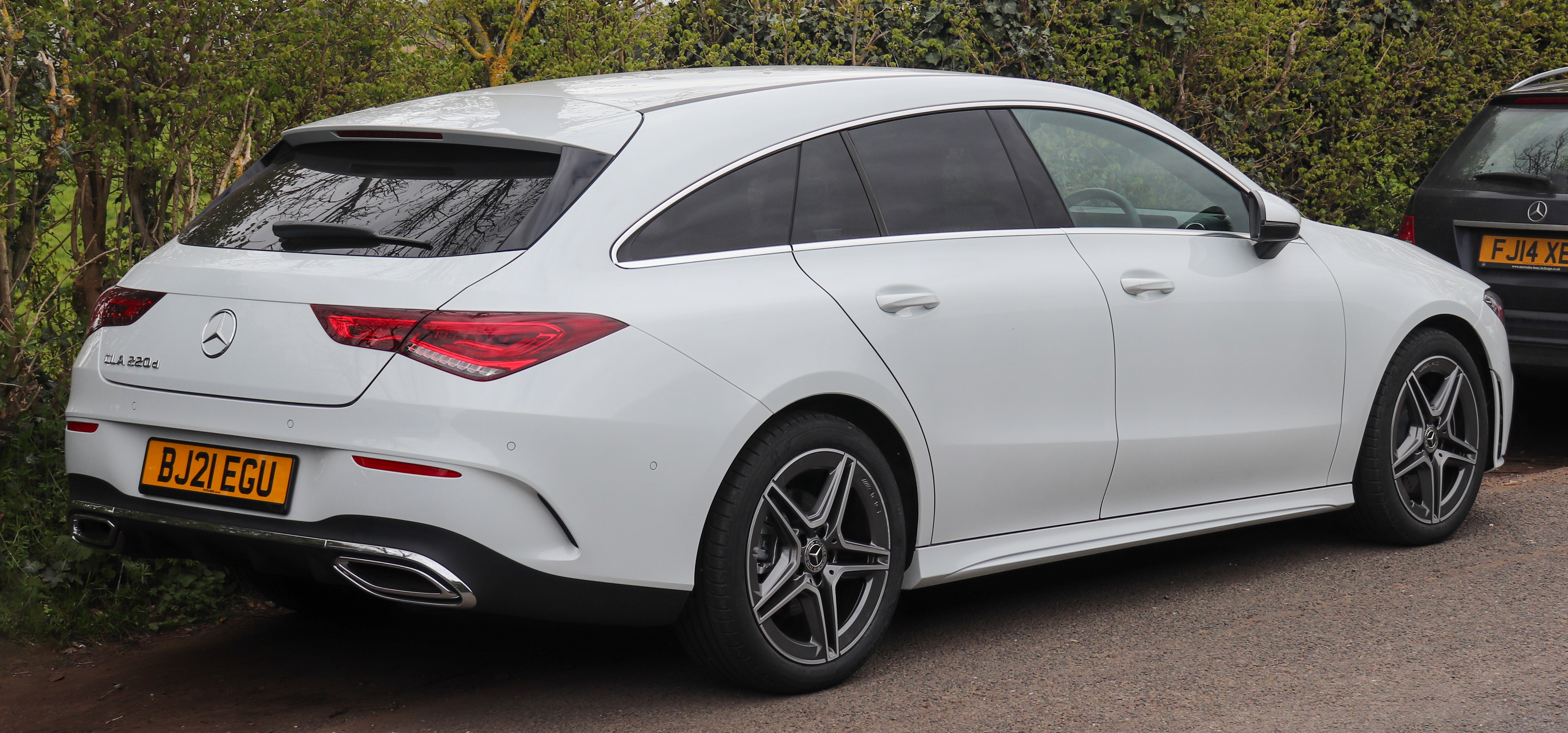
Mercedes-Benz CLA 220d Shooting Brake (X118)

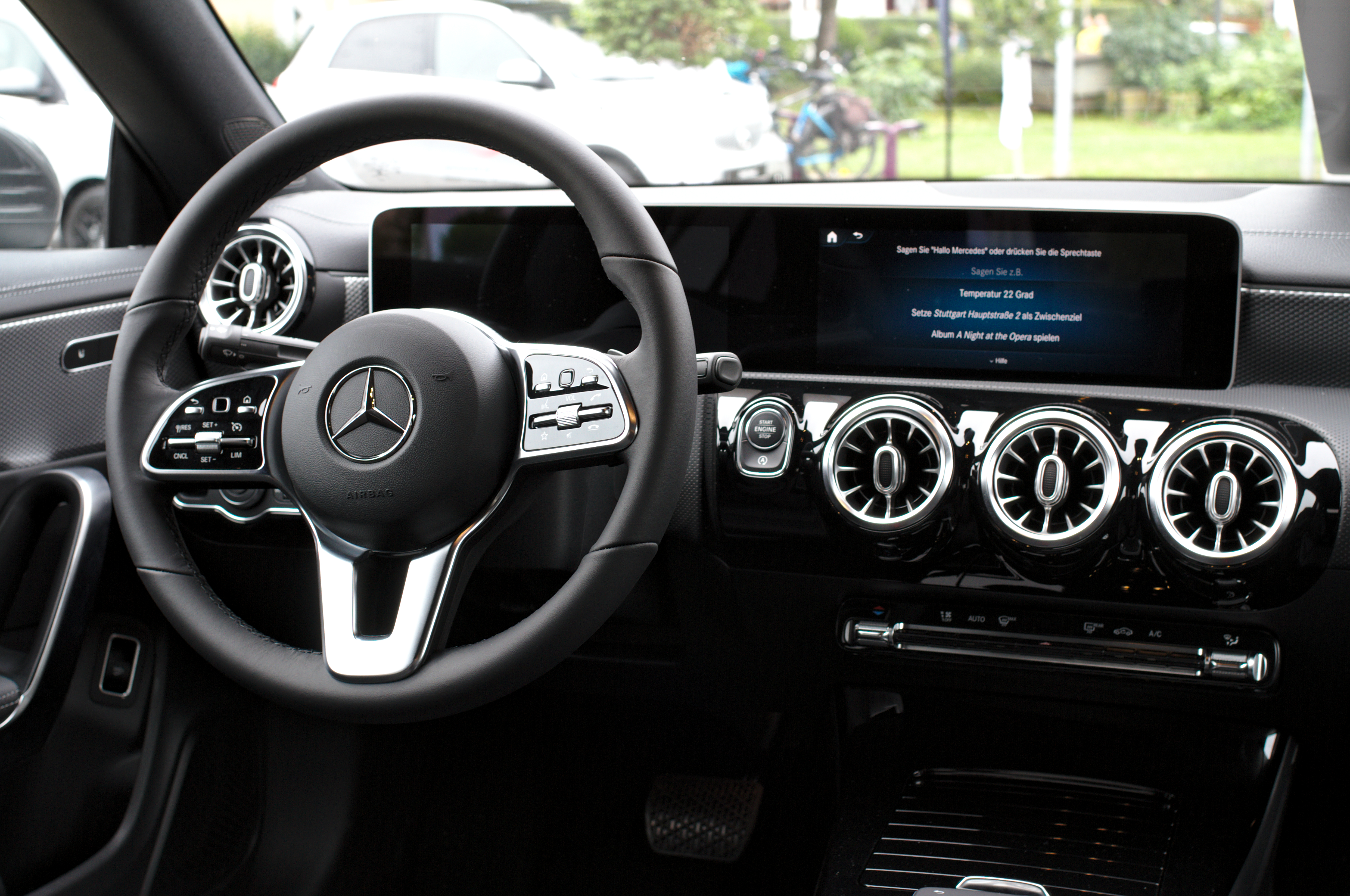

Нове покоління чотиридверного купе Mercedes-Benz CLA (C 118) було представлене на виставці Consumer Electronics Show в січні 2019 року, а з лютого того ж року виробляється в Кечкемет, Угорщина. У травні 2019 року перші автомобілі надійдуть у продаж. У березні 2019 року на Женевському автосалоні була представлена версія Shooting Brake (X 118), яке також випускається на заводі в Кечкемет і надійде в продаж у вересні 2019 року.
На Нью-йоркському міжнародному автосалоні в квітні 2019 року представили Mercedes-AMG CLA 35. Він буде доставлений з серпня 2019 року.
Технічна база для серії 118 аналогічна серії 177.
Mercedes-Benz CLA 2021 оснащений фірмовою інформаційно-розважальною системою MBUX, яка пропонує керування голосом.

### Двигуни
Бензинові
- 1.3 л M 282 DE 14 AL 136 к.с.
- 1.3 л M 282 DE 14 AL 163 к.с.
- 2.0 л M 260 DE 20 AL 190 к.с.
- 2.0 л M 260 DE 20 AL 224/306 к.с.
- 2.0 л M M 139 387/421 к.с.

Дизельні
- 1.5 л OM 608 DE 15 SCR 116 к.с.
- 2.0 л OM 654q DE 20 SCR 116/150/190 к.с.

Гібридний
- 1.3 л M 282 DE 14 AL + електродвигун 218 к.с.

## Третє покоління C174/С178 (з 2025)

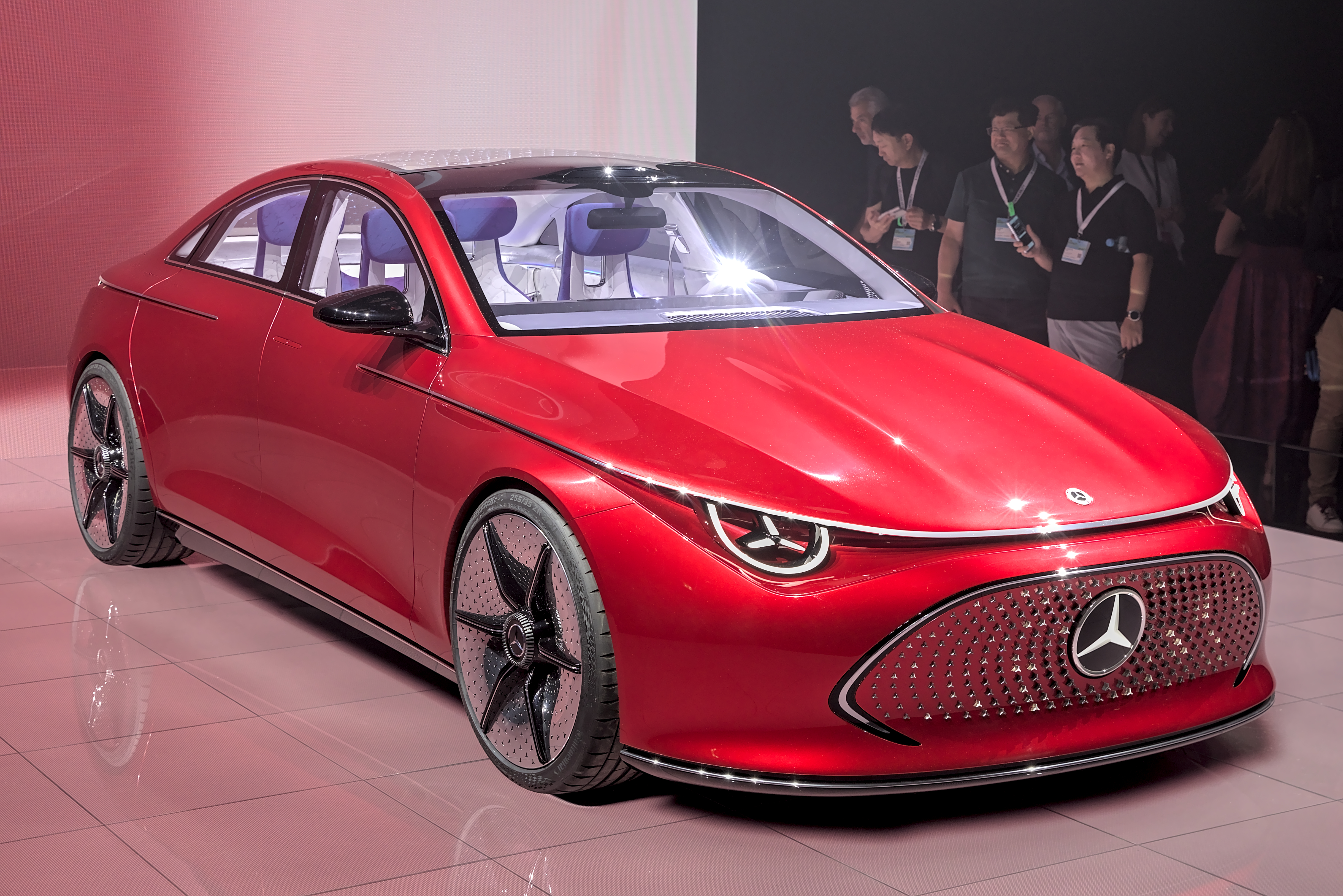
Mercedes-Benz CLA-Class Concept

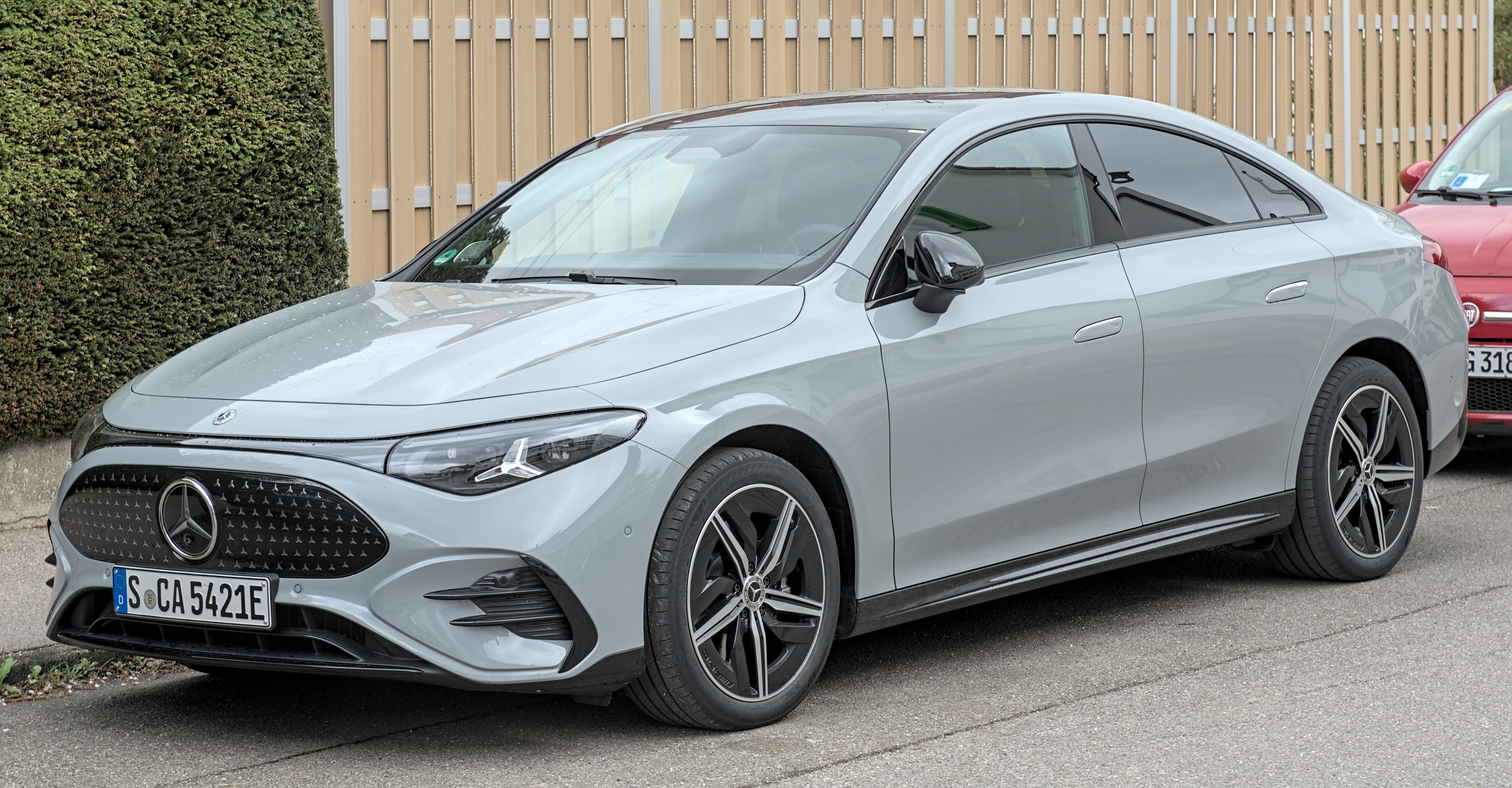
Mercedes-Benz CLA 350 4Matic (C174)

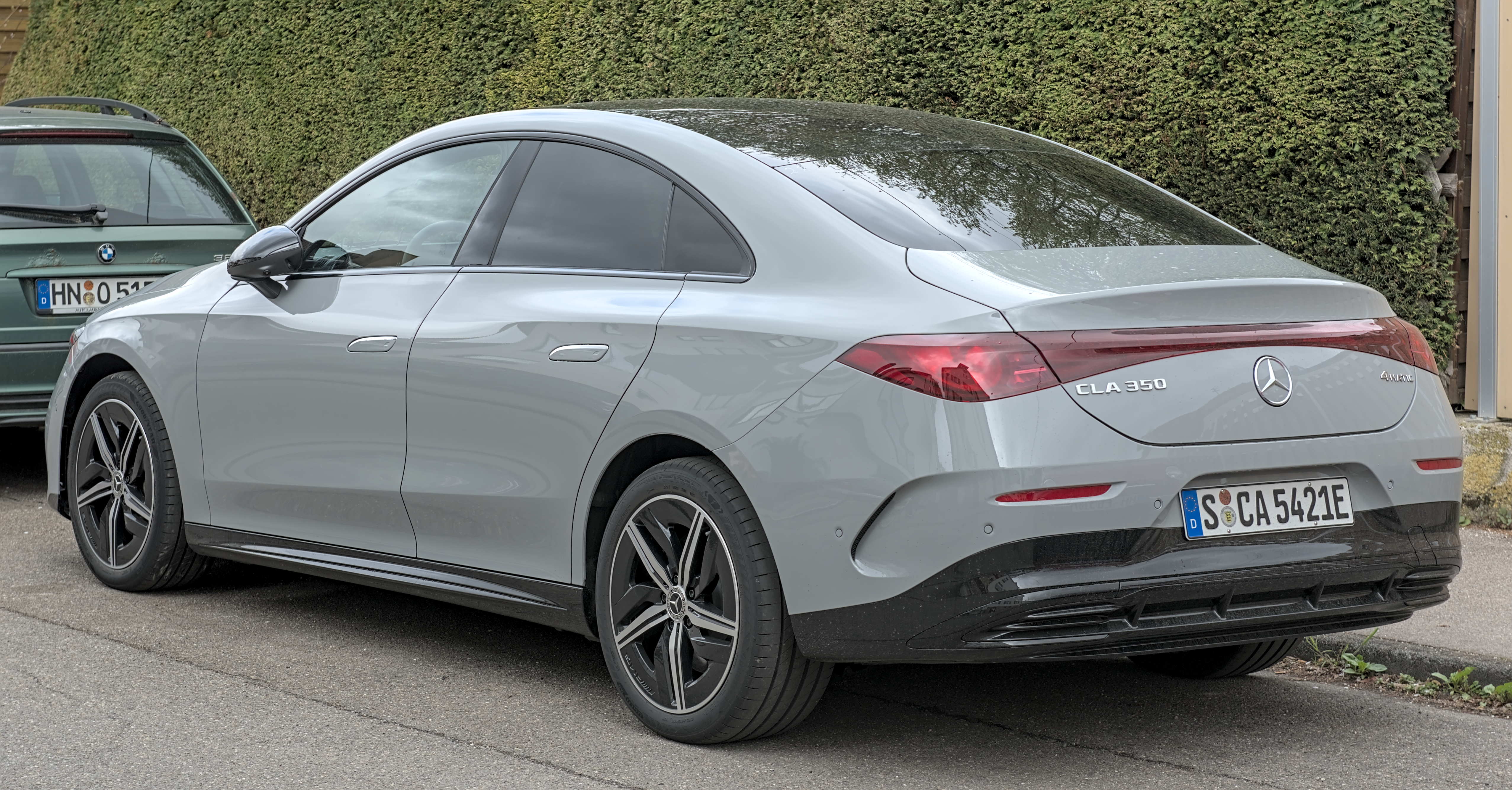
Mercedes-Benz CLA 350 4Matic (C174)

Третє покоління CLA було представлено 13 березня 2025 року, спочатку як седан. Автомобіль збудовано на платформі «Модульна архітектура Mercedes» (MMA). Коефіцієнт аеродинамічного опору становить цілком прийнятні 0,21.
Офіційні зображення, надані Mercedes, показують, що CLA має суперекран MBUX. Фари мають трикутну зірку, а головні ліхтарі з’єднані між собою. 
Ще однією особливістю є те, що решітка розташована нижче фар. Існує також електрична модель і два синхронних двигуна CLA з постійним збудженням із швидкою зарядкою постійного струму потужністю до 320 кВт, ємністю літій-іонної батареї 85 кВт/год і максимальною швидкістю 130 миль/год (обмежена електронікою). Спеціальна випускна версія має унікальну кольорову схему салону з привабливими золотистими тонами.

### Концептуальні моделі
Третє покоління має концептуальну модель.

### Двигуни
Електричні
- CLA 250+ 1 електродвигун 272 к.с. (EV, RWD)
- CLA 350 4-Matic 2 електродвигуни 354 к.с. (EV, AWD)

Гібридні
- 1.5 л + електродвигун 140 к.с.
- 1.5 л + електродвигун 190 к.с.

## Продаж
| рік  | Європа | США    | Мексика |
| ---- | ------ | ------ | ------- |
| 2012 | 37     |        |         |
| 2013 | 27,598 | 14,113 | 725     |
| 2014 | 38,374 | 27,365 | 1,140   |
| 2015 | 62,100 | 29,643 | 1,728   |
| 2016 | 65,810 | 25,792 | 2,288   |
| 2017 | 64,086 | 20,669 | 2,554   |
| 2018 | 58,522 | 22,556 | 2,634   |
| 2019 | 61,958 | 12,400 | 1,913   |
| 2020 | 67,319 | 8,461  | 1,317   |
| 2021 | 55,956 | 6,822  |         |